# ماريا خوسيه مالدونادو
ماريا خوسيه مالدونادو (بالإسبانية: María José Maldonado)‏  (و. 1985  م) هي عارضة ومتسابقة ملكة الجمال بارغوايانية.